# James Carroll (Politiker, 1857)

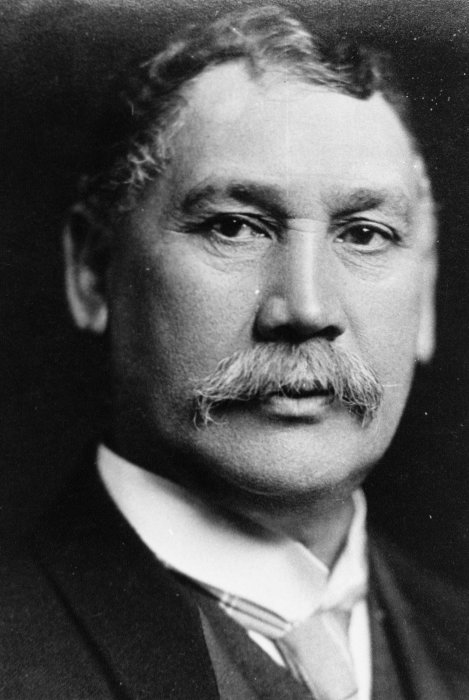
James Carroll (1914)

Sir James Carroll KCMG, MLC (* 20. August 1857 in Wairoa, Hawke’s Bay, Neuseeland; † 18. Oktober 1926 in Auckland, Neuseeland), war ein neuseeländischer Politiker irisch-maorischer Abstammung und erster Māori, der eine Position mit Ministerrang in einer neuseeländischen Regierung innehatte.

## Frühen Jahre
Er wurde am 20. August 1857 unter dem Namen Timi Kara als sechstes von acht Kindern der Eheleute Joseph Carroll und Tapuke, vom Iwi (Stamm) der Ngāti Kahungunu, in Wairoa geboren. Sein Vater, der Anfang der 1840er in der Region Hawke's Bay mit Walfang, Holzfällen und Schmiedehandwerk den Lebensunterhalt der Familie bestritt, kam von Sydney und war irischer Abstammung. Er betrieb in Zusammenarbeit mit den Māori Handel und später Farmwirtschaft mit Rindern und Schafen.
Obwohl er in beiden Kulturen aufwuchs, wurden seine ersten Jahre maßgeblich von der maorischen Kultur beeinflusst. Im Alter von drei Jahren kam er in die Obhut von Ngarangi-Mataeo, einem einflussreichen Māori-Chief im Wairoa District. Ein Jahr später wurde er in einer Priesterschule in Hikawai, nahe Frasertown in die Mythen und Riten der Māori-Kultur eingeführt und ausgebildete. Er war acht Jahre alt, als ihn sein Vater aus der Schule nahm und ihn zuerst eine Native School in Wairoa und später in Napier besuchen ließ. 1870, er war gerade 13 Jahre alt, schloss er sich einer 300 Mann starken Māori-Gruppe an, die den aufständischen Te Kooti im Urewera-Gebiet fangen sollte. Für seine Verdienste im Kampf gegen Te Kootis Gefolgsleute wurde er mit einem Orden ausgezeichnet und bekam 50 £.

## Familie
Carroll heiratete am 4. Juli 1881 Heni Materoa in Wellington und lebte mit ihr zusammen nahe Gisborne. Sie adoptierten einige Kinder, hatten aber keine eigenen.

## Berufliche Karriere
Nachdem Carrolls Vater ihm einen Job als Kadett in einer Außenstelle des Native Department in Hawke's Bay besorgt hatte, ging es mit seiner beruflichen Karriere aufwärts. Über seinen Job kam er in Kontakt mit dem Minister of Native Affairs, Donald McLean, der ihn, von seinen Fähigkeiten überzeugt, in das Native Department nach Wellington holte. Nach einem Jahr in diesem Department wurde er zum Dolmetscher am Native Land Court bestellt. 1879 übernahm er für vier Jahre die Position des Dolmetschers im House of Representatives, bevor er sich für die Politik entschied.

## Politisches Wirken
1883 ließ er sich kurzfristig als Kandidat für das House of Representatives für das östliche Māori Electorate gegen Wi Pere aufstellen und unterlag klar mit nur 23 Stimmen, doch die Wahl im September 1887 konnte er, obwohl Premierminister John Ballance gegen ihn eine Kampagne startet, schließlich für sich entscheiden. Carroll setzt sich für die Landrechte der Māori ein und opponierte strikt gegen Ballance's Native Land Act von 1886 (Gesetz, welches die Landrechte der Māori beschränkte).
1892 gewann er das European Electorate Waiapu und wurde noch im selben Jahr für die Belange der Māori in den Executive Council (Exekutivrat) der Regierung berufen, allerdings ohne Zuordnung eines Geschäftsbereichs. Am 21. Dezember 1899 berief Richard Seddon ihn schließlich zum Minister of Native Affairs. Er behielt diese Position bis zum Ende der Regierung Joseph Ward im März 1912. Während Wards Auslandsreisen nach England in den Jahren 1909 und 1911 übernahm Carroll vertretungsweise die Regierungsgeschäfte und wurde damit für kurze Zeiten zum Acting Prime Minister (Geschäftsführenden Ministerpräsident).
Von 1908 bis 1919 vertrat er als Mitglied des House of Representatives den Wahlkreis Gisborne, den er 1919 verlor. 1921 wurde Carroll in den Legislative Council berufen, und übernahm die Verantwortung für die Position bis zu seinem Tod. Er starb am 18. Oktober 1926 in Auckland an akutem Nierenversagen. Beerdigt wurde Carroll mit einer Tangihanga (Trauerzeremonie der Māori) allerdings in seiner Heimatstadt Gisborne. Carrolls Frau Heni starb vier Jahre später am 1. November 1930.

## Ehrungen
Im Jahr 1911 wurde er als Knight Commander des Order of St. Michael and St. George (KCMG) geadelt und führte fortan den Namenszusatz „Sir“.